# Claude-Corentin Tanguy de la Boissière
Claude-Corentin Tanguy de la Boissière (mort en 1799) fut un planteur, dirigeant politique et fondateur de journal à l'époque de la Révolution haïtienne, qui a dû fuir Saint-Domingue pour s'installer en Amérique.

## Biographie
Claude-Corentin Tanguy de la Boissière était planteur de café sur la commune des Cayes. Sa famille était arrivée dans la partie occidentale de Saint-Domingue après la révocation de l'édit de Nantes. Il devient procureur au siège royal de Saint-Louis, à Saint-Domingue puis a mené le combat contre les commissaires civils au moment de l'épisode des "Léopardins". En mai 1793, il écrit au général Galbaud pour défendre l'esclavage.
Membre éminent de la communauté des Réfugiés français de Saint-Domingue en Amérique, il a créé en septembre 1793 à Philadelphie, dans l'hôtel Oehlers, le journal Colons de Saint-Domingue réfugiés en Amérique. La réunion avait été précédée par une annonce dans le Journal des Révolutions de la partie française de Saint-Domingue qu'il avait créé en 1792. Parmi les participants, on compte l'ex-maire des Cayes, Chotard. Il est aussi l'éditeur à Philadelphie d'un journal paraissant trois fois par semaine, appelé L’Étoile Américaine, ou Journal Historique, Politique, Critique et Moral. La publication est suspendue le 3 mai 1794.
Poursuivi comme auteur de libelles diffamatoires, puis accusé de conspiration contre Edmond-Charles Genêt, avec François Thomas Galbaud, il est aussi, par ailleurs, l'auteur d'un "Mémoire sur la situation commerciale de la France avec les États-Unis d'Amérique, depuis l'année 1775, jusqu'à l'année 1795.